# ساندور إردوس
ساندور إردوس (بالمجرية: Erdős Sándor)‏ هو مبارز بالسيف مجري، ولد في 21 أغسطس 1947 في بودابست في المجر.

## وصلات خارجية
- ساندور إردوس على موقع اللجنة الأولمبية الدولية (الإنجليزية)
- ساندور إردوس على موقع أوليمبيديا (الإنجليزية)
- ساندور إردوس على موقع اللجنة الأولمبية المجرية (الهنغارية)